# ZH-29
Das ZH-29 ist ein Selbstladegewehr des tschechischen Waffenkonstrukteurs Václav Holek im Kaliber 7,92 × 57 mm. Es wurde Ende der 1920er-Jahre in der Tschechoslowakei für China entwickelt und in kleinen Serien von 1929 bis 1938 hergestellt. Die Zerschlagung der Tschechoslowakei durch Nazideutschland setzte der Produktion ein Ende.

## Technik
Das ZH-29 ist ein Gasdrucklader mit Kippblockverschluss, der in der linken Verschlussgehäuseseite verriegelt. Es besteht hauptsächlich aus Frästeilen, was die Waffe schwer und die Fertigung teuer machte. Die Magazine waren mit den des lMG ZB vz. 26 austauschbar bzw. identisch. Der Auszieher ist doppelt vorhanden, was später beim deutschen Gewehr 43 übernommen wurde. Das System wurde später auch für das Sturmgewehr 44 verwendet.

## Nutzer
- China: chinesische Armee, etwa 500 Stück[1][3]
- Äthiopien[3]
- Deutsches Reich[3]
- Japan: nicht lizenzierter Nachbau in 6,5 × 50 mm HR[5]